# Klubowy Puchar Europy w szachach (2019)
2019 – trzydziesty piąty sezon Klubowego Pucharu Europy w szachach. Rozgrywki odbyły się w Ulcinju w dniach 10–16 listopada 2019. Tytuł zdobyło włoskie Obiettivo Risarcimento Padova.

## Format rozgrywek
Turniej odbywał się systemem szwajcarskim na dystansie siedmiu rund. W przypadku identycznej liczby punktów decydował olimpijski system Sonneborna-Bergera. Przy dalszej równości uwzględniano kolejno: łączną liczbę punktów uzyskanych przez zawodników, system Buchholza i pełny system Sonneborna-Bergera.

## Uczestnicy
W nawiasie podano średni ranking Elo. Źródło: Chess-Results.com

- Celtic Tigers (2103)
- Raika Rapid Feffernitz (2448)
- Vüqar Həşimov (2485)
- CE Fontainois (2241)
- De Pluspion Wachtebeke (2358)
- K Gentse SRL (2361)
- KSK Rochade Eupen-Kelmis (2290)
- L’Échiquier Mosan (2319)
- Budućnost Podgorica (2300)
- Crnogorac Lovćenac‎ (2185)
- Rudar Pljevlja (2278)
- AVE Nový Bor (2687)
- Siesta Solution Unichess (2240)
- ŠK Joly Lysá nad Labem (2554)
- Aarhus SK/Skolerne (2298)
- Brønshøj SF (2170)
- Hillerød SK (2130)
- Køge SK (2567)
- SK Ninja Helsinki (2189)
- Tammer-Shakki (2312)
- Asnières – Le Grand Échiquier (2342)
- Philidor Mulhouse (2362)
- HWP Sas van Gent (2381)
- Kennemer Combinatie (2282)
- LSG IntelliMagic (2392)
- MuConsult Apeldoorn (2295)
- SC En Passant (2190)
- Zuid-Limburg (2137)
- Gonzaga Chess Club (2128)
- St Benildus Chess Club (1956)
- Taflfélag Reykjavíkur (2388)
- Víkingaklúbburinn (2271)
- Beer Sheva Chess Club (2580)
- Rehovot Chess School (2380)
- KSH Dardania (2153)
- KSH Drejtësia (2186)
- KSH Prishtina (2165)
- MRU - ROSK Consulting Wilno (2363)
- De Sprénger Echternach (2319)
- Gambit Bonnevoie (2165)
- Le Cavalier Differdange (2020)
- Alkaloid Skopje (2701)
- Perfect (2334)
- SC Viernheim (2361)
- SF Berlin 1903 (2335)
- Bærum SS (2159)
- Vålerenga SK (2601)
- Miednyj Wsadnik Petersburg (2689)
- Mołodiożka Tiumeń (2605)
- Primоrskij rajоn (2615)
- SzSM Moskwa (2605)
- Itaka Belgrad (2458)
- Sloven Ruma (2484)
- Inbest Dunajov (2253)
- ŠK Dunajská Streda (2376)
- ŠK Modra (2232)
- ŽŠK Maribor (2342)
- SG Riehen (2459)
- SG Zürich (2420)
- Lunds ASK (2284)
- Wasa SK (2276)
- Tatvan Satranç (1766)
- White Knights Chess Club (1952)
- Arrocco Chess Club (2184)
- Obiettivo Risarcimento Padova (2686)
- WorldTradingLab Club 64 Modena (2500)

## Rozgrywki

### Runda 1
Źródło: Chess-Results.com
10 listopada 2019
| L’Échiquier Mosan – Alkaloid Skopje 1:5                     |
| Miednyj Wsadnik Petersburg – Tammer-Shakki 5½:½             |
| Budućnost Podgorica – AVE Nový Bor ½:5½                     |
| Obiettivo Risarcimento Padova – Aarhus SK/Skolerne 5:1      |
| MuConsult Apeldoorn – Primоrskij rajоn ½:5½                 |
| Mołodiożka Tiumeń – KSK Rochade Eupen-Kelmis 5½:½           |
| Lunds ASK – SzSM Moskwa 0:6                                 |
| Vålerenga SK – Kennemer Combinatie 5:1                      |
| Rudar Pljevlja – Beer Sheva Chess Club ½:5½                 |
| Køge SK – Wasa SK 5:1                                       |
| Víkingaklúbburinn – ŠK Joly Lysá nad Labem ½:5½             |
| WorldTradingLab Club 64 Modena – Inbest Dunajov 4½:1½       |
| CE Fontainois – Vüqar Həşimov 1:5                           |
| Sloven Ruma – Siesta Solution Unichess 4:2                  |
| ŠK Modra – SG Riehen 1:5                                    |
| Itaka Belgrad – SC En Passant 3½:2½                         |
| SK Ninja Helsinki – Raika Rapid Feffernitz 1:5              |
| SG Zürich – KSH Drejtësia 4:2                               |
| Crnogorac Lovćenac‎ – LSG IntelliMagic 1½:4½                 |
| Taflfélag Reykjavíkur – Arrocco Chess Club 4:2              |
| Brønshøj SF – HWP Sas van Gent 2:4                          |
| Rehovot Chess School – Gambit Bonnevoie 5:1                 |
| KSH Prishtina – ŠK Dunajská Streda ½:5½                     |
| MRU - ROSK Consulting Wilno – Bærum SS 5½:½                 |
| KSH Dardania – Philidor Mulhouse 1½:4½                      |
| SC Viernheim – Zuid-Limburg 5:1                             |
| Hillerød SK – K Gentse SRL ½:5½                             |
| De Pluspion Wachtebeke – Gonzaga Chess Club 3½:2½           |
| Celtic Tigers – ŽŠK Maribor ½:5½                            |
| Asnières – Le Grand Échiquier – Le Cavalier Differdange 6:0 |
| St Benildus Chess Club – SF Berlin 1903 0:6                 |
| Perfect – White Knights Chess Club 3½:2½                    |
| Tatvan Satranç – De Sprénger Echternach ½:5½                |

### Runda 2
Źródło: Chess-Results.com
11 listopada 2019
| SzSM Moskwa – ŠK Dunajská Streda 5½:½                         |
| Asnières – Le Grand Échiquier – Sloven Ruma 2:4               |
| SG Riehen – SF Berlin 1903 3½:2½                              |
| SG Zürich – Miednyj Wsadnik Petersburg 1½:4½                  |
| AVE Nový Bor – LSG IntelliMagic 5½:½                          |
| Primоrskij rajоn – HWP Sas van Gent 4:2                       |
| Rehovot Chess School – Mołodiożka Tiumeń 1:5                  |
| Beer Sheva Chess Club – Philidor Mulhouse 3½:2½               |
| ŠK Joly Lysá nad Labem – K Gentse SRL 3½:2½                   |
| MRU - ROSK Consulting Wilno – Vålerenga SK 1½:4½              |
| Vüqar Həşimov – ŽŠK Maribor 4½:1½                             |
| Alkaloid Skopje – Raika Rapid Feffernitz 4½:1½                |
| Taflfélag Reykjavíkur – Obiettivo Risarcimento Padova ½:5½    |
| SC Viernheim – Køge SK 1:5                                    |
| De Pluspion Wachtebeke – WorldTradingLab Club 64 Modena 2½:3½ |
| Perfect – Itaka Belgrad 2:4                                   |
| De Sprénger Echternach – L’Échiquier Mosan 2½:3½              |
| SC En Passant – White Knights Chess Club 4:2                  |
| Inbest Dunajov – Gonzaga Chess Club 3:3                       |
| Siesta Solution Unichess – Le Cavalier Differdange 4½:1½      |
| Tammer-Shakki – KSH Drejtësia 5:1                             |
| Aarhus SK/Skolerne – Arrocco Chess Club 4½:1½                 |
| Brønshøj SF – MuConsult Apeldoorn 1:5                         |
| Crnogorac Lovćenac‎ – Budućnost Podgorica 2½:3½                |
| KSH Dardania – Rudar Pljevlja 1½:4½                           |
| Kennemer Combinatie – Bærum SS 4½:1½                          |
| Wasa SK – Zuid-Limburg 4:2                                    |
| Celtic Tigers – CE Fontainois 4:2                             |
| St Benildus Chess Club – ŠK Modra 3½:2½                       |
| Tatvan Satranç – SK Ninja Helsinki 3:3                        |
| KSK Rochade Eupen-Kelmis – Gambit Bonnevoie 5½:½              |
| Hillerød SK – Víkingaklúbburinn 2:4                           |
| KSH Prishtina – Lunds ASK 3½:2½                               |

### Runda 3
Źródło: Chess-Results.com
12 listopada 2019
| Itaka Belgrad – SzSM Moskwa 1:5                            |
| Vålerenga SK – AVE Nový Bor 2½:3½                          |
| Mołodiożka Tiumeń – Sloven Ruma 5:1                        |
| Obiettivo Risarcimento Padova – Køge SK 4:2                |
| Miednyj Wsadnik Petersburg – Alkaloid Skopje 3½:2½         |
| Vüqar Həşimov – Primоrskij rajоn 3½:2½                     |
| SG Riehen – ŠK Joly Lysá nad Labem 2:4                     |
| WorldTradingLab Club 64 Modena – Beer Sheva Chess Club 3:3 |
| SF Berlin 1903 – Wasa SK 4½:1½                             |
| K Gentse SRL – Aarhus SK/Skolerne 3½:2½                    |
| Philidor Mulhouse – L’Échiquier Mosan 3½:2½                |
| LSG IntelliMagic – SC En Passant 4½:1½                     |
| Kennemer Combinatie – De Pluspion Wachtebeke 3½:2½         |
| ŠK Dunajská Streda – Asnières – Le Grand Échiquier 3:3     |
| Budućnost Podgorica – Siesta Solution Unichess 3:3         |
| HWP Sas van Gent – Taflfélag Reykjavíkur 4½:1½             |
| Tammer-Shakki – Perfect 4:2                                |
| ŽŠK Maribor – Víkingaklúbburinn 4:2                        |
| Rudar Pljevlja – MRU - ROSK Consulting Wilno 1:5           |
| Raika Rapid Feffernitz – MuConsult Apeldoorn 2½:3½         |
| KSK Rochade Eupen-Kelmis – SG Zürich 1½:4½                 |
| De Sprénger Echternach – KSH Prishtina 3½:2½               |
| St Benildus Chess Club – SC Viernheim 0:6                  |
| Celtic Tigers – Rehovot Chess School 0:6                   |
| SK Ninja Helsinki – Inbest Dunajov 1:5                     |
| Gonzaga Chess Club – Tatvan Satranç 5:1                    |
| White Knights Chess Club – Hillerød SK 2:4                 |
| Zuid-Limburg – Crnogorac Lovćenac‎ 2:4                      |
| Bærum SS – ŠK Modra 2:4                                    |
| Arrocco Chess Club – Le Cavalier Differdange 4½:1½         |
| Gambit Bonnevoie – CE Fontainois 2½:3½                     |
| Lunds ASK – Brønshøj SF 2½:3½                              |
| KSH Drejtësia – KSH Dardania 4½:1½                         |

### Runda 4
Źródło: Chess-Results.com
13 listopada 2019
| Mołodiożka Tiumeń – Vüqar Həşimov 2:4                       |
| AVE Nový Bor – Miednyj Wsadnik Petersburg 2½:3½             |
| SzSM Moskwa – ŠK Joly Lysá nad Labem 2½:3½                  |
| Beer Sheva Chess Club – Obiettivo Risarcimento Padova 1½:4½ |
| Primоrskij rajоn – WorldTradingLab Club 64 Modena 3½:2½     |
| Rehovot Chess School – Vålerenga SK 2½:3½                   |
| Køge SK – HWP Sas van Gent 4:2                              |
| K Gentse SRL – SC Viernheim 3½:2½                           |
| MRU - ROSK Consulting Wilno – SG Riehen 3½:2½               |
| Alkaloid Skopje – Itaka Belgrad 5:1                         |
| SF Berlin 1903 – Tammer-Shakki 4:2                          |
| ŽŠK Maribor – LSG IntelliMagic 3½:2½                        |
| Philidor Mulhouse – De Sprénger Echternach 3:3              |
| MuConsult Apeldoorn – SG Zürich 2½:3½                       |
| Sloven Ruma – Kennemer Combinatie 4:2                       |
| Gonzaga Chess Club – Asnières – Le Grand Échiquier 2:4      |
| Siesta Solution Unichess – ŠK Dunajská Streda 3½:2½         |
| Inbest Dunajov – Budućnost Podgorica 3½:2½                  |
| L’Échiquier Mosan – Wasa SK 3½:2½                           |
| Víkingaklúbburinn – De Pluspion Wachtebeke 3:3              |
| CE Fontainois – Raika Rapid Feffernitz ½:5½                 |
| Aarhus SK/Skolerne – KSK Rochade Eupen-Kelmis 2½:3½         |
| ŠK Modra – SC En Passant 4:2                                |
| Taflfélag Reykjavíkur – Perfect 3½:2½                       |
| Arrocco Chess Club – Crnogorac Lovćenac‎ 2½:3½               |
| KSH Drejtësia – Rudar Pljevlja 3½:2½                        |
| Hillerød SK – Brønshøj SF 3:3                               |
| KSH Prishtina – Celtic Tigers 4:2                           |
| SK Ninja Helsinki – St Benildus Chess Club 6:0              |
| Gambit Bonnevoie – Tatvan Satranç 4½:1½                     |
| White Knights Chess Club – Lunds ASK 0:6                    |
| Zuid-Limburg – KSH Dardania 3½:2½                           |
| Le Cavalier Differdange – Bærum SS ½:5½                     |

### Runda 5
Źródło: Chess-Results.com
14 listopada 2019
| Obiettivo Risarcimento Padova – Vüqar Həşimov 4:2                  |
| ŠK Joly Lysá nad Labem – Miednyj Wsadnik Petersburg 3:3            |
| Køge SK – Mołodiożka Tiumeń 2:4                                    |
| AVE Nový Bor – K Gentse SRL 3½:2½                                  |
| Vålerenga SK – Sloven Ruma 4½:1½                                   |
| SG Zürich – Alkaloid Skopje 0:6                                    |
| Primоrskij rajоn – ŽŠK Maribor 5½:½                                |
| SzSM Moskwa – SF Berlin 1903 5:1                                   |
| WorldTradingLab Club 64 Modena – MRU - ROSK Consulting Wilno 3½:2½ |
| Asnières – Le Grand Échiquier – Beer Sheva Chess Club 2:4          |
| Inbest Dunajov – Philidor Mulhouse 2½:3½                           |
| De Sprénger Echternach – Siesta Solution Unichess 3½:2½            |
| SG Riehen – MuConsult Apeldoorn 4½:1½                              |
| HWP Sas van Gent – Kennemer Combinatie 5:1                         |
| LSG IntelliMagic – KSH Drejtësia 4½:1½                             |
| Crnogorac Lovćenac‎ – Tammer-Shakki 4:2                             |
| L’Échiquier Mosan – KSH Prishtina 4:2                              |
| Raika Rapid Feffernitz – KSK Rochade Eupen-Kelmis 4½:1½            |
| Itaka Belgrad – Rehovot Chess School 4:2                           |
| SC Viernheim – ŠK Modra 4:2                                        |
| De Pluspion Wachtebeke – Taflfélag Reykjavíkur 1½:4½               |
| Víkingaklúbburinn – Gonzaga Chess Club 5:1                         |
| ŠK Dunajská Streda – SK Ninja Helsinki 5½:½                        |
| Brønshøj SF – Budućnost Podgorica 1:5                              |
| Aarhus SK/Skolerne – Hillerød SK 4½:1½                             |
| Perfect – Lunds ASK 2½:3½                                          |
| Wasa SK – CE Fontainois 4½:1½                                      |
| SC En Passant – Zuid-Limburg 4½:1½                                 |
| Bærum SS – Arrocco Chess Club 2:4                                  |
| Rudar Pljevlja – Gambit Bonnevoie 3½:2½                            |
| Tatvan Satranç – St Benildus Chess Club 3½:2½                      |
| KSH Dardania – Celtic Tigers 3:3                                   |
| Le Cavalier Differdange – White Knights Chess Club 2:4             |

### Runda 6
Źródło: Chess-Results.com
15 listopada 2019
| Miednyj Wsadnik Petersburg – Obiettivo Risarcimento Padova 2:4 |
| Alkaloid Skopje – ŠK Joly Lysá nad Labem 5:1                   |
| Vålerenga SK – SzSM Moskwa 2½:3½                               |
| Vüqar Həşimov – AVE Nový Bor 2:4                               |
| Mołodiożka Tiumeń – Primоrskij rajоn 1:5                       |
| Philidor Mulhouse – WorldTradingLab Club 64 Modena 1½:4½       |
| Beer Sheva Chess Club – De Sprénger Echternach 5:1             |
| ŽŠK Maribor – Køge SK ½:5½                                     |
| K Gentse SRL – SF Berlin 1903 1:5                              |
| HWP Sas van Gent – Raika Rapid Feffernitz ½:5½                 |
| Crnogorac Lovćenac‎ – SG Riehen ½:5½                            |
| MRU - ROSK Consulting Wilno – SC Viernheim 3:3                 |
| SG Zürich – L’Échiquier Mosan 3:3                              |
| LSG IntelliMagic – Itaka Belgrad 4½:1½                         |
| Sloven Ruma – Taflfélag Reykjavíkur 4½:1½                      |
| Siesta Solution Unichess – Asnières – Le Grand Échiquier 1:5   |
| ŠK Dunajská Streda – Inbest Dunajov 4:2                        |
| Budućnost Podgorica – Víkingaklúbburinn 3½:2½                  |
| Arrocco Chess Club – Rehovot Chess School ½:5½                 |
| KSH Drejtësia – Aarhus SK/Skolerne 3½:2½                       |
| Kennemer Combinatie – MuConsult Apeldoorn 3½:2½                |
| Tammer-Shakki – Wasa SK 4½:1½                                  |
| KSK Rochade Eupen-Kelmis – KSH Prishtina 3½:2½                 |
| Lunds ASK – ŠK Modra 3½:2½                                     |
| SC En Passant – Rudar Pljevlja 3:3                             |
| Hillerød SK – De Pluspion Wachtebeke 1½:4½                     |
| Gonzaga Chess Club – SK Ninja Helsinki 2:4                     |
| Tatvan Satranç – Brønshøj SF 3½:2½                             |
| Celtic Tigers – Perfect 2:4                                    |
| St Benildus Chess Club – Gambit Bonnevoie 2:4                  |
| CE Fontainois – Zuid-Limburg 3:3                               |
| White Knights Chess Club – Bærum SS 2:4                        |
| KSH Dardania – Le Cavalier Differdange 3½:2½                   |

### Runda 7
Źródło: Chess-Results.com
16 listopada 2019
| Obiettivo Risarcimento Padova – Alkaloid Skopje 3½:2½ |
| AVE Nový Bor – SzSM Moskwa 4:2                        |
| Primоrskij rajоn – Miednyj Wsadnik Petersburg 1:5     |
| ŠK Joly Lysá nad Labem – Beer Sheva Chess Club 3:3    |
| WorldTradingLab Club 64 Modena – Vålerenga SK ½:5½    |
| Raika Rapid Feffernitz – Vüqar Həşimov 1:5            |
| SF Berlin 1903 – Køge SK 1½:4½                        |
| LSG IntelliMagic – Mołodiożka Tiumeń 2:4              |
| SG Riehen – Sloven Ruma 2:4                           |
| L’Échiquier Mosan – MRU - ROSK Consulting Wilno 2½:3½ |
| Philidor Mulhouse – ŠK Dunajská Streda 2½:3½          |
| De Sprénger Echternach – SG Zürich 2½:3½              |
| Asnières – Le Grand Échiquier – SC Viernheim 3½:2½    |
| Budućnost Podgorica – HWP Sas van Gent 2:4            |
| ŽŠK Maribor – K Gentse SRL 2:4                        |
| Rehovot Chess School – Taflfélag Reykjavíkur 3½:2½    |
| Kennemer Combinatie – Tammer-Shakki 1½:4½             |
| Itaka Belgrad – KSH Drejtësia 0:5                     |
| KSK Rochade Eupen-Kelmis – Crnogorac Lovćenac‎ 4½:1½   |
| Inbest Dunajov – Lunds ASK 2½:3½                      |
| Siesta Solution Unichess – SC En Passant 3:3          |
| De Pluspion Wachtebeke – Rudar Pljevlja 4:2           |
| SK Ninja Helsinki – Víkingaklúbburinn 3:3             |
| MuConsult Apeldoorn – Tatvan Satranç 5:1              |
| Wasa SK – Aarhus SK/Skolerne 4:2                      |
| ŠK Modra – Gambit Bonnevoie 3½:2½                     |
| KSH Prishtina – Arrocco Chess Club 2½:3½              |
| Bærum SS – Perfect 2:4                                |
| Gonzaga Chess Club – KSH Dardania 4:2                 |
| Brønshøj SF – CE Fontainois 3½:2½                     |
| Zuid-Limburg – Hillerød SK 3½:2½                      |
| White Knights Chess Club – Celtic Tigers 4:2          |
| Le Cavalier Differdange – St Benildus Chess Club 3:3  |

## Klasyfikacja
Źródło: Chess-Results.com
| Msc | Zespół                         | M | W | R | P | Pkt |
| --- | ------------------------------ | - | - | - | - | --- |
| 1   | Obiettivo Risarcimento Padova  | 7 | 7 | 0 | 0 | 14  |
| 2   | AVE Nový Bor                   | 7 | 6 | 0 | 1 | 12  |
| 3   | Miednyj Wsadnik Petersburg     | 7 | 5 | 1 | 1 | 11  |
| 4   | Alkaloid Skopje                | 7 | 5 | 0 | 2 | 10  |
| 5   | SzSM Moskwa                    | 7 | 5 | 0 | 2 | 10  |
| 6   | Vålerenga SK                   | 7 | 5 | 0 | 2 | 10  |
| 7   | Mołodiożka Tiumeń              | 7 | 5 | 0 | 2 | 10  |
| 8   | Vüqar Həşimov                  | 7 | 5 | 0 | 2 | 10  |
| 9   | Køge SK                        | 7 | 5 | 0 | 2 | 10  |
| 10  | Primоrskij rajоn               | 7 | 5 | 0 | 2 | 10  |
| 11  | Beer Sheva Chess Club          | 7 | 4 | 2 | 1 | 10  |
| 12  | ŠK Joly Lysá nad Labem         | 7 | 4 | 2 | 1 | 10  |
| 13  | Sloven Ruma                    | 7 | 5 | 0 | 2 | 10  |
| 14  | WorldTradingLab Club 64 Modena | 7 | 4 | 1 | 2 | 9   |
| 15  | Asnières – Le Grand Échiquier  | 7 | 4 | 1 | 2 | 9   |
| 16  | MRU - ROSK Consulting Wilno    | 7 | 4 | 1 | 2 | 9   |
| 17  | SG Zürich                      | 7 | 4 | 1 | 2 | 9   |
| 18  | ŠK Dunajská Streda             | 7 | 4 | 1 | 2 | 9   |
| 19  | SG Riehen                      | 7 | 4 | 0 | 3 | 8   |
| 20  | Raika Rapid Feffernitz         | 7 | 4 | 0 | 3 | 8   |
| 21  | SF Berlin 1903                 | 7 | 4 | 0 | 3 | 8   |
| 22  | LSG IntelliMagic               | 7 | 4 | 0 | 3 | 8   |
| 23  | Tammer-Shakki                  | 7 | 4 | 0 | 3 | 8   |
| 24  | HWP Sas van Gent               | 7 | 4 | 0 | 3 | 8   |
| 25  | K Gentse SRL                   | 7 | 4 | 0 | 3 | 8   |
| 26  | Rehovot Chess School           | 7 | 4 | 0 | 3 | 8   |
| 27  | KSH Drejtësia                  | 7 | 4 | 0 | 3 | 8   |
| 28  | Lunds ASK                      | 7 | 4 | 0 | 3 | 8   |
| 29  | KSK Rochade Eupen-Kelmis       | 7 | 4 | 0 | 3 | 8   |
| 30  | SC Viernheim                   | 7 | 3 | 1 | 3 | 7   |
| 31  | Philidor Mulhouse              | 7 | 3 | 1 | 3 | 7   |
| 32  | L’Échiquier Mosan              | 7 | 3 | 1 | 3 | 7   |
| 33  | De Sprénger Echternach         | 7 | 3 | 1 | 3 | 7   |
| 34  | Budućnost Podgorica            | 7 | 3 | 1 | 3 | 7   |
| 35  | De Pluspion Wachtebeke         | 7 | 3 | 1 | 3 | 7   |
| 36  | Siesta Solution Unichess       | 7 | 2 | 2 | 3 | 6   |
| 37  | Taflfélag Reykjavíkur          | 7 | 3 | 0 | 4 | 6   |
| 38  | MuConsult Apeldoorn            | 7 | 3 | 0 | 4 | 6   |
| 39  | Víkingaklúbburinn              | 7 | 2 | 2 | 3 | 6   |
| 40  | Crnogorac Lovćenac‎             | 7 | 3 | 0 | 4 | 6   |
| 41  | ŠK Modra                       | 7 | 3 | 0 | 4 | 6   |
| 42  | Kennemer Combinatie            | 7 | 3 | 0 | 4 | 6   |
| 43  | SC En Passant                  | 7 | 2 | 2 | 3 | 6   |
| 44  | Perfect                        | 7 | 3 | 0 | 4 | 6   |
| 45  | ŽŠK Maribor                    | 7 | 3 | 0 | 4 | 6   |
| 46  | Itaka Belgrad                  | 7 | 3 | 0 | 4 | 6   |
| 47  | Wasa SK                        | 7 | 3 | 0 | 4 | 6   |
| 48  | SK Ninja Helsinki              | 7 | 2 | 2 | 3 | 6   |
| 49  | Arrocco Chess Club             | 7 | 3 | 0 | 4 | 6   |
| 50  | Inbest Dunajov                 | 7 | 2 | 1 | 4 | 5   |
| 51  | Gonzaga Chess Club             | 7 | 2 | 1 | 4 | 5   |
| 52  | Rudar Pljevlja                 | 7 | 2 | 1 | 4 | 5   |
| 53  | Brønshøj SF                    | 7 | 2 | 1 | 4 | 5   |
| 54  | Zuid-Limburg                   | 7 | 2 | 1 | 4 | 5   |
| 55  | Tatvan Satranç                 | 7 | 2 | 1 | 4 | 5   |
| 56  | Aarhus SK/Skolerne             | 7 | 2 | 0 | 5 | 4   |
| 57  | KSH Prishtina                  | 7 | 2 | 0 | 5 | 4   |
| 58  | Gambit Bonnevoie               | 7 | 2 | 0 | 5 | 4   |
| 59  | Bærum SS                       | 7 | 2 | 0 | 5 | 4   |
| 60  | White Knights Chess Club       | 7 | 2 | 0 | 5 | 4   |
| 61  | Hillerød SK                    | 7 | 1 | 1 | 5 | 3   |
| 62  | CE Fontainois                  | 7 | 1 | 1 | 5 | 3   |
| 63  | KSH Dardania                   | 7 | 1 | 1 | 5 | 3   |
| 64  | Celtic Tigers                  | 7 | 1 | 1 | 5 | 3   |
| 65  | St Benildus Chess Club         | 7 | 1 | 1 | 5 | 3   |
| 66  | Le Cavalier Differdange        | 7 | 0 | 1 | 6 | 1   |